# پلوسبرگ
پلوسبرگ (به آلمانی: Plößberg) یک شهر در آلمان است که در Tirschenreuth واقع شده‌است. پلوسبرگ ۳٬۴۸۱ نفر جمعیت دارد.